# Hegemony (spelserie)
Hegemony är en serie datorstrategispel som utvecklats av Toronto ( Kanada ) studio Longbow Games. Spelen kombinerar historisk global strategi med realtidsstrider på samma karta. Namnet hänvisar till begreppet hegemoni, det vill säga politisk, ekonomisk eller militär överlägsenhet eller kontroll över en stat över andra.

## Spel i serien
- Hegemony Gold: Wars of Ancient Greece
- Hegemony Rome: The Rise of Caesar
- Hegemony III: Clash of the Ancients

## Gameplay
Spelen kretsar kring empire management, erövring och resurshantering. Spelaren kan när som helst zooma in och ut mellan den 2D-strategiska kartan och den 3D-taktiska kartan medan spelet fortskrider (pausas) i realtid. En unik mekanism är skapandet av försörjningskedjor som ansluter till leverantörscentra genom spelarens infrastruktur och därmed levererar sina arméer.  Förutom historiska kampanjscenarier kring exempelvis Filip av Makedonien, Julius Caesar och Pyrrhus av Epirus, har spelen ett sandlådeläge, vars mål är att samla "hegemonipoäng". Segern kan uppnås genom en kombination av kulturell, militär och ekonomisk överlägsenhet.
I Hegemony Gold beskriver kampanjen uppkomsten av Filip av Makedonien, far till Alexander den store, som arbetar för att bygga en makedonisk styrka som kan erövra det persiska riket. Hegemony Rom: The Rise of Caesar, som namnet antyder, beskriver uppkomsten av Julius Caesar under Gallikriget. Roms hegemoni gav möjlighet att bygga fältläger och befästa broar för att säkra vikar och fungera som framåtriktade baser. Hegemony Rome lade mycket större tonvikt på snabba kampanjer och stora strider, som ofta var kännetecknen för Gallikrigen.  I Hegemony III är sandlådan i centrum och uppdrag uppträder organiskt över tiden snarare än som en del av en etablerad historisk berättelse (även om kampanjen gör en återgång i Eagle King DLC).